# 馬場美喜男
馬場 美喜男（ばんば みきお、1983年3月20日 - ）は、日本の元ラグビー選手。京都府出身。ポジションはスタンドオフ(SO)。ニックネームはバン。

## 経歴
西京極中学校1年生の時からラグビーを始め、伏見工業の山口良治総監督からスカウトされたことをきっかけに伏見工業高校に入学。背番号10のスタンドオフとして活躍し、第80回全国高等学校ラグビーフットボール大会では全国優勝を経験した。高校ラグビー日本代表にも選出された。
2001年、卒業後に立命館大学に入学。大学1年時にU19日本代表に選出された。2004年には立命館大学ラグビー部の主将に就任した。
2005年、立命館大学卒業後、トヨタ自動車ヴェルブリッツに加入。
2007年10月27日に行われたジャパンラグビートップリーグ第1節のヤマハ発動機ジュビロ戦に先発で公式戦初出場を果たす。
2011年、現役を引退した。引退後はトヨタ自動車の社業に就いていたが、2016年1月からフルタイムの採用担当スタッフとしてヴェルブリッツに復帰した。
2018年度にはラグビー高校日本代表のバックスコーチも務めた。2021年からヴェルブリッツのバックスコーチとアシスタントコーチを、採用担当と兼任する形で歴任し、2023年5月にヴェルブリッツを退団した。馬場が採用を担当してヴェルブリッツに加入した選手は2023年シーズンまでで合計30名にのぼる。退団後はトヨタ自動車のGR企画部に所属して社業に従事している。